# Ritiogoro
Ritiogoro ist ein osttimoresischer Ort im Suco Purugua (Verwaltungsamt Cailaco, Gemeinde Bobonaro). Er liegt im Nordwesten der Aldeia Heda, an der Überlandstraße von Maliana nach Hatolia Vila, auf einer Meereshöhe von 53 m. Im Westen fließt der Nunura. Am anderen Ufer liegt die Siedlung Fatubesi/Nunudoi (Suco Atabae). Südlich befindet sich das Dorf Suriubu Turema (Suco Goulolo) und östlich der Ort Bilimau (Suco Guenu Lai). Südwestlich erhebt sich der Berg Foho Aimia (231 m).